# Lophocolea elata
Lophocolea elata là một loài Rêu trong họ Lophocoleaceae. Loài này được (Gottsche) Stephani mô tả khoa học đầu tiên năm 1905.